# Gyliotrachela catherina
Gyliotrachela catherina é uma espécie de gastrópode  da família Pupillidae.
É endémica da Austrália.